# کالج کرنل
کالج کرنل (به انگلیسی: Cornell College) یک کالج هنرهای آزاد در آمریکا در ایالات متحده آمریکا است که در آیووا واقع شده‌است.